# Súlyemelés az 1932. évi nyári olimpiai játékokon
Az 1932. évi nyári olimpiai játékokon a súlyemelésben öt súlycsoportban avattak olimpiai bajnokot. A versenyzőknek három fogásnemben – nyomás, szakítás és lökés – kellett gyakorlatot bemutatniuk. Csak összetettben adtak ki érmet, a végső sorrendet az egyes gyakorlatok összesített eredményei adták.
A versenyeken magyar súlyemelők nem vettek részt.

## Éremtáblázat
A táblázatokban a rendező nemzet csapata eltérő háttérszínnel, az egyes számoszlopok legmagasabb értéke vagy értékei vastagítással kiemelve.
| Az 1932. évi nyári olimpiai játékok éremtáblázata súlyemelésben | Az 1932. évi nyári olimpiai játékok éremtáblázata súlyemelésben | Az 1932. évi nyári olimpiai játékok éremtáblázata súlyemelésben | Az 1932. évi nyári olimpiai játékok éremtáblázata súlyemelésben | Az 1932. évi nyári olimpiai játékok éremtáblázata súlyemelésben | Olimpia  |
| --------------------------------------------------------------- | --------------------------------------------------------------- | --------------------------------------------------------------- | --------------------------------------------------------------- | --------------------------------------------------------------- | -------- |
|                                                                 | Ország                                                          | Arany                                                           | Ezüst                                                           | Bronz                                                           | Összesen |
| 1.                                                              | Franciaország (FRA)                                             | 3                                                               | 0                                                               | 0                                                               | 3        |
| 2.                                                              | Németország (GER)                                               | 1                                                               | 1                                                               | 1                                                               | 3        |
| 3.                                                              | Csehszlovákia (TCH)                                             | 1                                                               | 1                                                               | 0                                                               | 2        |
|                                                                 |                                                                 |                                                                 |                                                                 |                                                                 |          |
| 4.                                                              | Ausztria (AUT)                                                  | 0                                                               | 1                                                               | 1                                                               | 2        |
| 4.                                                              | Olaszország (ITA)                                               | 0                                                               | 1                                                               | 1                                                               | 2        |
| 6.                                                              | Dánia (DEN)                                                     | 0                                                               | 1                                                               | 0                                                               | 1        |
|                                                                 |                                                                 |                                                                 |                                                                 |                                                                 |          |
| 7.                                                              | Egyesült Államok (USA)                                          | 0                                                               | 0                                                               | 2                                                               | 2        |
|                                                                 |                                                                 |                                                                 |                                                                 |                                                                 |          |
| Összesen                                                        | Összesen                                                        | 5                                                               | 5                                                               | 5                                                               | 15       |

## Érmesek
| Az 1932. évi nyári olimpiai játékok érmesei súlyemelésben |                                                                      |                                                                      |                                                                        |
| Versenyszám                                               | Arany                                                                | Ezüst                                                                | Bronz                                                                  |
| pehelysúly (60 kg-ig)                                     | Raymond Suvigny · Franciaország (FRA) · (82,5+87,5+117,5=287,5 kg)   | Hans Wölpert · Németország (GER) · (85,0+87,5+110,0=282,5 kg)        | Anthony Terlazzo · Egyesült Államok (USA) · (82,5+85,0+112,5=280,0 kg) |
| könnyűsúly (67,5 kg-ig)                                   | René Duverger · Franciaország (FRA) · (97,5+102,5+125,0=325,0 kg)    | Hans Haas · Ausztria (AUT) · (82,5+100,0+125,0=307,5 kg)             | Gastone Pierini · Olaszország (ITA) · (92,5+90,0+120,0=302,5 kg)       |
| váltósúly (75 kg-ig)                                      | Rudolf Ismayr · Németország (GER) · (102,5+110,0+132,5=345,0 kg)     | Carlo Galimberti · Olaszország (ITA) · (102,5+105,0+132,5=340,0 kg)  | Karl Hipfinger · Ausztria (AUT) · (90,0+107,5+140,0=337,5 kg)          |
| középsúly (82,5 kg-ig)                                    | Louis Hostin · Franciaország (FRA) · (102,5+112,5+150,0=365,0 kg)    | Svend Olsen · Dánia (DEN) · (102,5+107,5+150,0=360,0 kg)             | Henry Duey · Egyesült Államok (USA) · (92,5+105,0+132,5=330,0 kg)      |
| nehézsúly (82,5 kg-tól)                                   | Jaroslav Skobla · Csehszlovákia (TCH) · (112,5+115,0+152,5=380,0 kg) | Václav Pšenička · Csehszlovákia (TCH) · (112,5+117,5+147,5=377,5 kg) | Josef Straßberger · Németország (GER) · (125,0+110,0+142,5=377,5 kg)   |